# Kurt De Loor
Pour les articles homonymes, voir Loor.
Kurt De Loor, né le 10 décembre 1970 à Zottegem est un homme politique belge flamand, membre du Sp.a.
Il est licencié en droit (RUG, 1994) et en droit international et européen (VUB, 1995); chef de projet (CGER, 1995-99); responsable de communication jeunes (Fortis, 2000-2004).

## Fonctions politiques
- conseiller CPAS à Zottegem (2001-2004)
- président de CPAS à Zottegem (2004-)
- échevin des affaires sociales à Zottegem (2013-)
- député au Parlement flamand:
  - depuis le 13 juin 2004

## Décoration
- Officier de l'ordre de Léopold (2024)[1]